# Hugo Lloris
Hugo Hadrien Dominique Lloris (født 26. december 1986 i Nice, Frankrig) er en fransk fodboldspiller, der spiller som målmand i den engelske Premier League-klub Tottenham Hotspur F.C.. Han skiftede til klubben fra Lyon i sommeren 2012,
Trods sin unge alder fik Lloris allerede debut for det franske landshold den 19. november 2008 i en kamp mod Uruguay. Han deltog ved VM i 2010 i Sydafrika. Lloris har siden da været førstevalg foran flere store profiler som Mandanda og Stéphane Ruffier.